# Ремхилд
Ремхилд (њем. Römhild) град је у њемачкој савезној држави Тирингија. Једно је од 43 општинска средишта округа Хилдбургхаузен. Према процјени из 2010. у граду је живјело 1.911 становника. Посједује регионалну шифру (AGS) 16069038.

## Географски и демографски подаци
Ремхилд се налази у савезној држави Тирингија у округу Хилдбургхаузен. Град се налази на надморској висини од 300 метара. Површина општине износи 20,3 km². У самом граду је, према процјени из 2010. године, живјело 1.911 становника. Просјечна густина становништва износи 94 становника/km².